# Отзвуки эха (фильм)
«Отзвуки эха» (англ. Stir of Echoes) — американский фильм ужасов 1999 года режиссёра Дэвида Кеппа, снятый по мотивам романа Ричарда Мэтисона.

## Сюжет
Том Вицки — заботливый семьянин из Чикаго. Вместе с женой Мэгги они воспитывают сына Джейка и ждут второго ребёнка. Он скромный труженик-связист. И он не верит в чудеса, магию и даже в научно объяснимые вещи, связанные с тайными возможностями психики, например, не верит в волшебную силу гипноза.
И когда на одной из вечеринок с друзьями Фрэнки и Гарри ему предложили поучаствовать в сеансе, он нехотя соглашается, оставаясь в уверенности, что всё это полная ерунда. Гипнотизёр (и сестра жены) Лиза Уэйл пытается ему внушить мысль о добрых намерениях, которые были у неё во время сеанса, что она хотела раскрепостить Тома, раскрыть его подсознание, придать ему новые внутренние силы. Но только после этого сеанса в жизни Тома началась новая полоса и ничего доброго в ней для Тома нет.
Напротив, есть одни неприятности от новых талантов и чувств. А чудятся ему всякие странности: в мозгу шевелится призрак какой-то девушки по имени Саманта Козак, которая пропала из дома. Вскоре Том понимает, что и сын тоже наделён непрошеным даром воспринимать параллельный мир. А няня Джека оказывается сестрой пропавшей Саманты и полагает, что Джек знает, где находится сестра. Поиски Саманты (или того, что от неё осталось — тела, например) ставит под угрозу жизнь семейства Вицки, кто-то не хочет, чтобы живая Саманта (или её тело) была найдена.
Загадку зрителю придётся разгадывать почти до последних кадров.

## В ролях
- Кевин Бейкон — Том Вицки;
- Кэтрин Эрбе — Мэги Вицки;
- Иллеана Дуглас — Лиза Уэйл;
- Захари Дэвид Коуп — Джейк, сын Тома;
- Кевин Данн — Фрэнк Маккарти;
- Конор О'Фэррелл — Гарри Дэмон;
- Стив Рифкин — Керт Дэмон;
- Дженнифер Моррисон — Саманта Козак.

## Съёмочная группа
- Режиссёр: Дэвид Кепп;
- Оператор: Фред Мерфи;
- Сценарист: Дэвид Кепп;
- Продюсеры:
  - Гэвин Полоун;
  - Джуди Хоффлунд;
- Монтажёр: Джилл Сэвитт;
- Композитор: Джеймс Ньютон Ховард;
- Художник: Нелсон Коутс;
- Костюмы: Лиса Эванс.

## Призы
- 2000 — Гран-при на Международном фестивале фантастических фильмов в Жерармере
- 2000 — Приз Международной Гильдии ужаса (International Horror Guild)